# Vòng loại giải vô địch bóng đá châu Âu 2020 (Bảng I)
Bảng I của vòng loại giải vô địch bóng đá châu Âu 2020 là một trong mười bảng để quyết định đội nào sẽ vượt qua vòng loại cho vòng chung kết giải vô địch bóng đá châu Âu 2020. Bảng I bao gồm sáu đội: Bỉ, Síp, Kazakhstan, Nga, San Marino và Scotland, nơi các đội tuyển này sẽ thi đấu với nhau mỗi trận khác trên sân nhà và sân khách trong một thể thức trận đấu vòng tròn.
Hai đội đứng đầu sẽ vượt qua vòng loại trực tiếp cho trận chung kết. Không giống như các lần trước, các đội tham gia vòng play-off sẽ không được quyết định dựa trên kết quả từ vòng bảng vòng loại, nhưng thay vào đó dựa trên thành tích của họ trong giải vô địch bóng đá các quốc gia châu Âu 2018-19.

## Bảng xếp hạng
| VT | Đội        | ST | T  | H | B  | BT | BB | HS  | Đ  | Giành quyền tham dự                                   |     | Bỉ  | Nga | Scotland | Cộng hòa Síp | Kazakhstan | San Marino |
| -- | ---------- | -- | -- | - | -- | -- | -- | --- | -- | ----------------------------------------------------- | --- | --- | --- | -------- | ------------ | ---------- | ---------- |
| 1  | Bỉ         | 10 | 10 | 0 | 0  | 40 | 3  | +37 | 30 | Vượt qua vòng loại cho vòng chung kết                 |     | —   | 3–1 | 3–0      | 6–1          | 3–0        | 9–0        |
| 2  | Nga        | 10 | 8  | 0 | 2  | 33 | 8  | +25 | 24 | Vượt qua vòng loại cho vòng chung kết                 |     | 1–4 | —   | 4–0      | 1–0          | 1–0        | 9–0        |
| 3  | Scotland   | 10 | 5  | 0 | 5  | 16 | 19 | −3  | 15 | Giành quyền vào vòng play-off dựa theo Nations League |     | 0–4 | 1–2 | —        | 2–1          | 3–1        | 6–0        |
| 4  | Síp        | 10 | 3  | 1 | 6  | 15 | 20 | −5  | 10 |                                                       |     | 0–2 | 0–5 | 1–2      | —            | 1–1        | 5–0        |
| 5  | Kazakhstan | 10 | 3  | 1 | 6  | 13 | 17 | −4  | 10 |                                                       | 0–2 | 0–4 | 3–0 | 1–2      | —            | 4–0        |            |
| 6  | San Marino | 10 | 0  | 0 | 10 | 1  | 51 | −50 | 0  |                                                       | 0–4 | 0–5 | 0–2 | 0–4      | 1–3          | —          |            |

1. 1 2  Hiệu số đối đầu: Síp 4, Kazakhstan 1.

## Các trận đấu
Lịch thi đấu đã được phát hành bởi UEFA cùng ngày với lễ bốc thăm, đã được tổ chức vào ngày 2 tháng 12 năm 2018 tại Dublin. Thời gian là CET/CEST, như được liệt kê bởi UEFA (giờ địa phương, nếu khác nhau, nằm trong dấu ngoặc đơn).
| Kazakhstan                                        | 3–0      | Scotland |
| ------------------------------------------------- | -------- | -------- |
| - Pertsukh 6' - Vorogovskiy 10' - Zaynutdinov 51' | Chi tiết |          |

| Síp                                                                          | 5–0      | San Marino |
| ---------------------------------------------------------------------------- | -------- | ---------- |
| - Sotiriou 19' (ph.đ.), 23' (ph.đ.) - Kousoulos 26' - Efrem 31' - Laifis 56' | Chi tiết |            |

| Bỉ                                           | 3–1      | Nga             |
| -------------------------------------------- | -------- | --------------- |
| - Tielemans 14' - E. Hazard 45' (ph.đ.), 88' | Chi tiết | - Cheryshev 16' |

| Kazakhstan | 0–4      | Nga                                                         |
| ---------- | -------- | ----------------------------------------------------------- |
|            | Chi tiết | - Cheryshev 19', 45+2' - Dzyuba 52' - Beisebekov 62' (l.n.) |

| San Marino | 0–2      | Scotland                  |
| ---------- | -------- | ------------------------- |
|            | Chi tiết | - McLean 4' - Russell 74' |

| Síp | 0–2      | Bỉ                              |
| --- | -------- | ------------------------------- |
|     | Chi tiết | - E. Hazard 10' - Batshuayi 18' |

| Nga | 9–0      | San Marino |
| --- | -------- | ---------- |
| - Cevoli 25' (l.n.) - Dzyuba 31' (ph.đ.), 73', 76', 88' - Kudryashov 36' - Miranchuk 41' - Smolov 77', 83' | Chi tiết |            |

| Bỉ                                        | 3–0      | Kazakhstan |
| ----------------------------------------- | -------- | ---------- |
| - Mertens 11' - Castagne 14' - Lukaku 50' | Chi tiết |            |

| Scotland                    | 2–1      | Síp             |
| --------------------------- | -------- | --------------- |
| - Robertson 61' - Burke 89' | Chi tiết | - Kousoulos 87' |

| Kazakhstan                                                | 4–0      | San Marino |
| --------------------------------------------------------- | -------- | ---------- |
| - Kuat 45+1' - Fedin 62' - Suyumbayev 65' - Islamkhan 79' | Chi tiết |            |

| Bỉ                                    | 3–0      | Scotland |
| ------------------------------------- | -------- | -------- |
| - Lukaku 45+1', 57' - De Bruyne 90+2' | Chi tiết |          |

| Nga         | 1–0      | Síp |
| ----------- | -------- | --- |
| - Ionov 38' | Chi tiết |     |

| Síp            | 1–1      | Kazakhstan     |
| -------------- | -------- | -------------- |
| - Sotiriou 39' | Chi tiết | - Shchotkin 2' |

| San Marino | 0–4      | Bỉ                                                        |
| ---------- | -------- | --------------------------------------------------------- |
|            | Chi tiết | - Batshuayi 43' (ph.đ.), 90+2' - Mertens 57' - Chadli 64' |

| Scotland     | 1–2      | Nga                                 |
| ------------ | -------- | ----------------------------------- |
| - McGinn 11' | Chi tiết | - Dzyuba 40' - O'Donnell 59' (l.n.) |

| Nga             | 1–0      | Kazakhstan |
| --------------- | -------- | ---------- |
| - Fernandes 89' | Chi tiết |            |

| San Marino | 0–4      | Síp                                                |
| ---------- | -------- | -------------------------------------------------- |
|            | Chi tiết | - Kousoulos 2', 73' - Papoulis 39' - Artymatas 75' |

| Scotland | 0–4      | Bỉ                                                             |
| -------- | -------- | -------------------------------------------------------------- |
|          | Chi tiết | - Lukaku 9' - Vermaelen 24' - Alderweireld 32' - De Bruyne 82' |

| Kazakhstan     | 1–2      | Síp                             |
| -------------- | -------- | ------------------------------- |
| - Yerlanov 34' | Chi tiết | - Sotiriou 73' - N. Ioannou 84' |

| Bỉ | 9–0      | San Marino |
| --- | -------- | ---------- |
| - Lukaku 28', 41' - Chadli 31' - Brolli 35' (l.n.) - Alderweireld 43' - Tielemans 45+1' - Benteke 79' - Verschaeren 84' (ph.đ.) - Castagne 90' | Chi tiết |            |

| Nga                                           | 4–0      | Scotland |
| --------------------------------------------- | -------- | -------- |
| - Dzyuba 57', 70' - Ozdoyev 60' - Golovin 84' | Chi tiết |          |

| Kazakhstan | 0–2      | Bỉ                            |
| ---------- | -------- | ----------------------------- |
|            | Chi tiết | - Batshuayi 21' - Meunier 53' |

| Síp | 0–5      | Nga                                                            |
| --- | -------- | -------------------------------------------------------------- |
|     | Chi tiết | - Cheryshev 9', 90+2' - Ozdoyev 23' - Dzyuba 79' - Golovin 89' |

| Scotland                                                               | 6–0      | San Marino |
| ---------------------------------------------------------------------- | -------- | ---------- |
| - McGinn 12', 27', 45+1' - Shankland 65' - Findlay 67' - Armstrong 87' | Chi tiết |            |

| Síp         | 1–2      | Scotland                    |
| ----------- | -------- | --------------------------- |
| - Efrem 47' | Chi tiết | - Christie 12' - McGinn 53' |

| Nga            | 1–4      | Bỉ                                                |
| -------------- | -------- | ------------------------------------------------- |
| - Dzhikiya 79' | Chi tiết | - T. Hazard 19' - E. Hazard 33', 40' - Lukaku 72' |

| San Marino    | 1–3      | Kazakhstan                                        |
| ------------- | -------- | ------------------------------------------------- |
| - Berardi 77' | Chi tiết | - Zaynutdinov 6' - Suyumbayev 23' - Shchotkin 27' |

| Bỉ                                                                               | 6–1      | Síp              |
| -------------------------------------------------------------------------------- | -------- | ---------------- |
| - Benteke 16', 68' - De Bruyne 36', 41' - Carrasco 44' - Christoforou 51' (l.n.) | Chi tiết | - N. Ioannou 14' |

| San Marino | 0–5      | Nga                                                                          |
| ---------- | -------- | ---------------------------------------------------------------------------- |
|            | Chi tiết | - Kuzyayev 3' - Petrov 19' - Al. Miranchuk 49' - Ionov 56' - Komlichenko 78' |

| Scotland                           | 3–1      | Kazakhstan        |
| ---------------------------------- | -------- | ----------------- |
| - McGinn 48', 90+1' - Naismith 64' | Chi tiết | - Zaynutdinov 34' |

## Cầu thủ ghi bàn
Đã có 118 bàn thắng ghi được trong 30 trận đấu, trung bình 3.93 bàn thắng mỗi trận đấu.
9 bàn
- Artem Dzyuba

7 bàn
- Romelu Lukaku
- John McGinn

5 bàn
- Eden Hazard
- Denis Cheryshev

4 bàn
- Michy Batshuayi
- Kevin De Bruyne
- Ioannis Kousoulos
- Pieros Sotiriou

3 bàn
- Christian Benteke
- Baktiyar Zaynutdinov

2 bàn
- Toby Alderweireld
- Timothy Castagne
- Nacer Chadli
- Dries Mertens
- Youri Tielemans
- Aleksey Shchotkin
- Gafurzhan Suyumbayev
- Aleksandr Golovin
- Aleksei Ionov
- Magomed Ozdoyev
- Fyodor Smolov
- Georgios Efrem
- Nicholas Ioannou

1 bàn
- Yannick Carrasco
- Thorgan Hazard
- Thomas Meunier
- Thomas Vermaelen
- Yari Verschaeren
- Maxim Fedin
- Bauyrzhan Islamkhan
- Islambek Kuat
- Yuriy Pertsukh
- Yan Vorogovskiy
- Temirlan Yerlanov
- Georgi Dzhikiya
- Mário Fernandes
- Nikolay Komlichenko
- Fyodor Kudryashov
- Daler Kuzyayev
- Aleksei Miranchuk
- Anton Miranchuk
- Sergei Petrov
- Filippo Berardi
- Stuart Armstrong
- Oliver Burke
- Ryan Christie
- Stuart Findlay
- Kenny McLean
- Steven Naismith
- Andrew Robertson
- Johnny Russell
- Lawrence Shankland
- Kostakis Artymatas
- Konstantinos Laifis
- Fotios Papoulis

1 bàn phản lưới nhà
- Abzal Beisebekov (trong trận gặp Nga)
- Cristian Brolli (trong trận gặp Bỉ)
- Michele Cevoli (trong trận gặp Nga)
- Stephen O'Donnell (trong trận gặp Nga)
- Kypros Christoforou (trong trận gặp Bỉ)

## Kỷ luật
Một cầu thủ sẽ bị đình chỉ tự động trong trận đấu tiếp theo cho các hành vi phạm lỗi sau đây:
- Nhận thẻ đỏ (treo thẻ đỏ có thể được gia hạn đối với các hành vi phạm lỗi nghiêm trọng)
- Nhận ba thẻ vàng trong ba trận đấu khác nhau, cũng như sau thẻ thứ năm và bất kỳ thẻ vàng tiếp theo nào (việc treo thẻ vàng được chuyển tiếp đến vòng play-off, nhưng không phải là trận chung kết hoặc bất kỳ trận đấu quốc tế nào khác trong tương lai)

Các đình chỉ sau đây đã (hoặc sẽ) được phục vụ trong các trận đấu vòng loại:
| Đội tuyển  | Cầu thủ              | Thẻ phạt                                                                                    | Bị đình chỉ cho các trận đấu        |
| ---------- | -------------------- | ------------------------------------------------------------------------------------------- | ----------------------------------- |
| Síp        | Konstantinos Laifis  | v Nga (13 tháng 10 năm 2019)                                                                | v Scotland (16 tháng 11 năm 2019)   |
| Kazakhstan | Gafurzhan Suyumbayev | v Scotland (21 tháng 3 năm 2019) · v Nga (24 tháng 3 năm 2019) · v Síp (6 tháng 9 năm 2019) | v Nga (9 tháng 9 năm 2019)          |
| Kazakhstan | Islambek Kuat        | v Nga (24 tháng 3 năm 2019) · v Bỉ (8 tháng 6 năm 2019) · v Síp (10 tháng 10 năm 2019)      | v Bỉ (13 tháng 10 năm 2019)         |
| Nga        | Aleksandr Golovin    | vs Bỉ (21 tháng 3 năm 2019)                                                                 | vs Kazakhstan (24 tháng 3 năm 2019) |
| San Marino | Davide Simoncini     | v Síp (21 tháng 3 năm 2019) · v Bỉ (6 tháng 9 năm 2019) · v Bỉ (10 tháng 10 năm 2019)       | v Scotland (13 tháng 10 năm 2019)   |
| Scotland   | Scott McTominay      | v San Marino (24 tháng 3 năm 2019) · v Bỉ (11 tháng 6 năm 2019) · v Bỉ (9 tháng 9 năm 2019) | v Nga (10 tháng 10 năm 2019)        |